# Мемфида
Мефдида или Мемфис (на старогръцки: Μέμφις) в древногръцката митология е дъщеря на древногръцкия речен бог Нил, внучка на Океан, сестра на Анхиноя, женена за царя на Египет Епаф и майка на Либия (митология).
Тя и съпругът ѝ са митологичните основатели на град Мемфис.